# کوبا
کوبا (به اسپانیایی: Cuba) با نام رسمی جمهوری کوبا (به اسپانیایی: República de Cuba) کشوری است تشکیل شده از مجمع الجزایری در دریای کارائیب و پایتخت آن هاوانا است. جمعیت این کشور ۱۱ میلیون و ۲۰۰ هزار نفر و زبان رسمی آن زبان اسپانیایی است. ۶۵ درصد مردم این کشور مسیحی، ۲۵ درصد بی‌دین و ۱۷ درصد پیرو باورهای بومی (مانند سانتریا) هستند. واحد پول این کشور پزوی کوبا است.
از نظر فرهنگی، کوبا بخشی از آمریکای لاتین به‌شمار می‌آید. این کشور چندنژادی است که مردم، فرهنگ و آداب و رسوم آن از ریشه‌های گوناگونی از جمله سرخ‌پوستان بومی تائینو و سیبونی، دوره طولانی استعمار اسپانیا، آوردن بردگان آفریقایی و رابطه نزدیک با اتحاد جماهیر شوروی در جنگ سرد سرچشمه می‌گیرد.
این کشور در طول جنگ سرد میان اتحاد جماهیر شوروی و ایالات متحده از مناطق پرجنجال بود و بحران موشکی کوبا در سال ۱۹۶۲ حتی جهان را تا آستانه وقوع جنگ هسته‌ای برد. کوبا یکی از اندک کشورهای سوسیالیست و مارکسیستی-لنینیستی موجود است و نقش کلیدی حزب کمونیست در قانون اساسی نهادینه شده است. ناظران مستقل دولت کوبا را به نقض حقوق بشر از جمله حبس خودسرانه کوتاه‌مدت متهم کرده‌اند.

## تقسیمات کشوری

### استان ها
- پینار دل ریو
- آرتمیسا
- لا هابانا
- مایابکه
- ماتانزاس
- سیهگو د آویلا
- سانکتی اسپیریتوس
- ویا کلارا
- سیینفوئگوس
- کاماگوئی
- لاس توناس
- گرانما
- اولگین
- سانتیاگو د کوبا
- گوانتانامو

## تاریخ

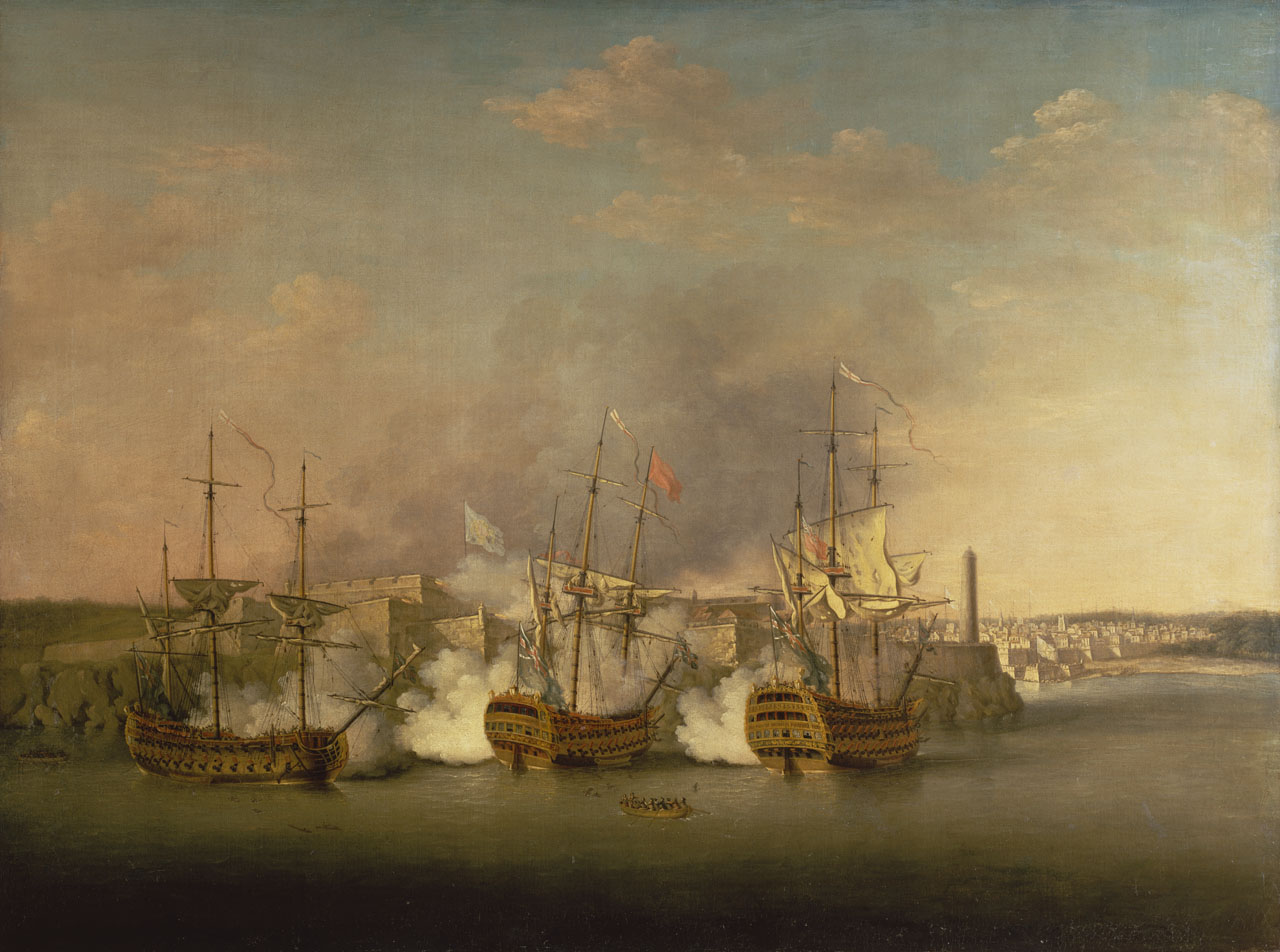
حملهٔ کشتی‌های نیروی دریایی بریتانیا به بندر هاوانا.

در ۱۴۹۲ کریستف کلمب جزیره‌ای را کشف کرد که هم‌اکنون کوبا نام دارد. در آن زمان این جزیره به امپراتوری اسپانیا تعلق گرفت. در ۱۵۱۱ اولین اقامتگاه‌های اسپانیایی‌ها در کوبا تأسیس شد. اسپانیا حدود ۱۰۰ هزار نفر از مردم بومی را به بردگی گرفت، آن‌ها را مسیحی کرد و به جستجوی طلا واداشت. با این وجود پس از گذشت یک قرن عملاً این افراد بومی از بین رفتند. از جمله دلایل این اتفاق، شیوع بیماری عفونی اوراسیایی بود که به دلیل عدم مقاومت بومی گسترش یافت البته قتل‌عام بومیان توسط استعمارگران اسپانیائی مهم‌ترین عامل مرگ بومیان بوده است.
کوبا به مدت ۴۰۰ سال تحت استعمار اسپانیا قرار داشت (۱۵۱۱–۱۸۹۸). در این مدت اقتصادش بر پایه کشاورزی، معدن و صادرات شکر، قهوه و تنباکو به اروپا و بعدها آمریکای شمالی بود. این کارها در ابتدا توسط برده‌های آفریقایی که به کوبا آورده شده بودند انجام می‌شد. جمعیت کوبا در ۱۸۱۷ عبارت بود از ۶۳۰٬۰۰۰ نفر که ۲۹۱٬۰۰۰ نفر از آن‌ها سفیدپوست، ۱۱۵٬۰۰۰ نفر سیاه‌پوست غیربرده و ۲۲۴٬۰۰۰ نفر سیاه‌پوست برده بودند.

### جنگ ۱۸۹۵
در ۱۸۹۲ یک مخالف تبعید شده به نام خوزه مارتی، حزب انقلابی کوبا را در نیویورک پایه‌ریزی کرد. هدف این حزب استقلال کوبا از اسپانیا بود. در ۱۸۹۵، خوزه مارتی برای پیوستن به تلاش‌های ماکسیمو گومز به مونته کریستی و سانتو دومینگو رفت. مارتی دیدگاه‌های سیاسی خود را در بیانیهٔ مونته کریستی به تحریر درآورد. جنگ علیه نیروهای نظامی اسپانیا در ۲۴ فوریه ۱۸۹۵ در کوبا آغاز شد. اما مارتی تا آوریل ۱۸۹۵ نتوانست خود را به کوبا برساند. مارتی در دوس ریوس در ۱۹ می ۱۸۹۵ کشته شد. مرگ مارتی، او را به قهرمان ملی کوبا بدل کرد.
حدود ۲۰۰ هزار اسپانیایی کوبا را به توپ بستند. فرماندهٔ نظامی کوبا، مردم را به کمپ‌ها فرستاد.
ادعا شده است که بین ۲۰۰٬۰۰۰ تا ۴۰۰٬۰۰۰ شهروند کوبایی بر اثر گرسنگی یا بیماری در این کمپ‌ها جان باختند.

### استقلال از اسپانیا
کوبا تا پایان جنگ اسپانیا-آمریکا در ۱۸۹۸ همچنان مستعمره اسپانیا باقی‌ماند. پس از جنگ آمریکا-اسپانیا، این دو کشور معاهده‌ای به نام معاهدهٔ پاریس را در ۱۸۹۸ امضا کردند که طی آن اسپانیا کشورهای پورتوریکو، فیلیپین و گوام را به ازای جمعاً ۲۰ میلیون دلار به آمریکا واگذار کرد. در یک پیمان مشابه، اسپانیا متعهد شد که از پادشاهی بر کوبا چشم پوشی کند. تئودور روزولت که در جنگ آمریکا-اسپانیا شرکت کرده بود و تا اندازه‌ای نیز به جنبش‌های استقلال خواهانه روی خوش نشان می‌داد، در ۱۹۰۱ پس از ویلیام مک‌کینلی به عنوان رئیس‌جمهور آمریکا انتخاب شد و معاهده را واگذار کرد. به این ترتیب کوبا در ۱۹۰۲ به صورت رسمی از آمریکا مستقل شد و نام جمهوری کوبا به خود گرفت. تحت شرایط جدیدِ کوبا، آمریکا حق مداخله در امور داخلی کوبا و همچنین روابط اقتصادی و سیاسی‌اش با دیگر کشورها را برای خود محفوظ نگه داشت.
بین ۱۹۵۳ و ۱۹۵۹ انقلاب کوبا اتفاق افتاد که منجر به براندازی دیکتاتوری فولخنثیو باتیستا ثالدیوار و روی کار آمدن دولت جدید به رهبری فیدل کاسترو گردید.
در سال ۱۹۵۲ استقلال خود را از اسپانیا اعلام کرد.

### تظاهرات گسترده مردم کوبا در ژوئیه ۲۰۲۱
در ۱۰ ژوئیه ۲۰۲۱، جمعیت گسترده‌ای از مردم کوبا، در اعتراض به کمبود مواد غذایی، قطعی و نبود آب و برق و مشکلات اقتصادی به خیابان‌ها آمدند. این تظاهرات از لحاظ گستردگی از زمان فروپاشی شوروی سابق که از حامیان دولت کمونیستی کوبا بوده تاکنون بی‌سابقه بوده است.

## رویدادهای اخیر

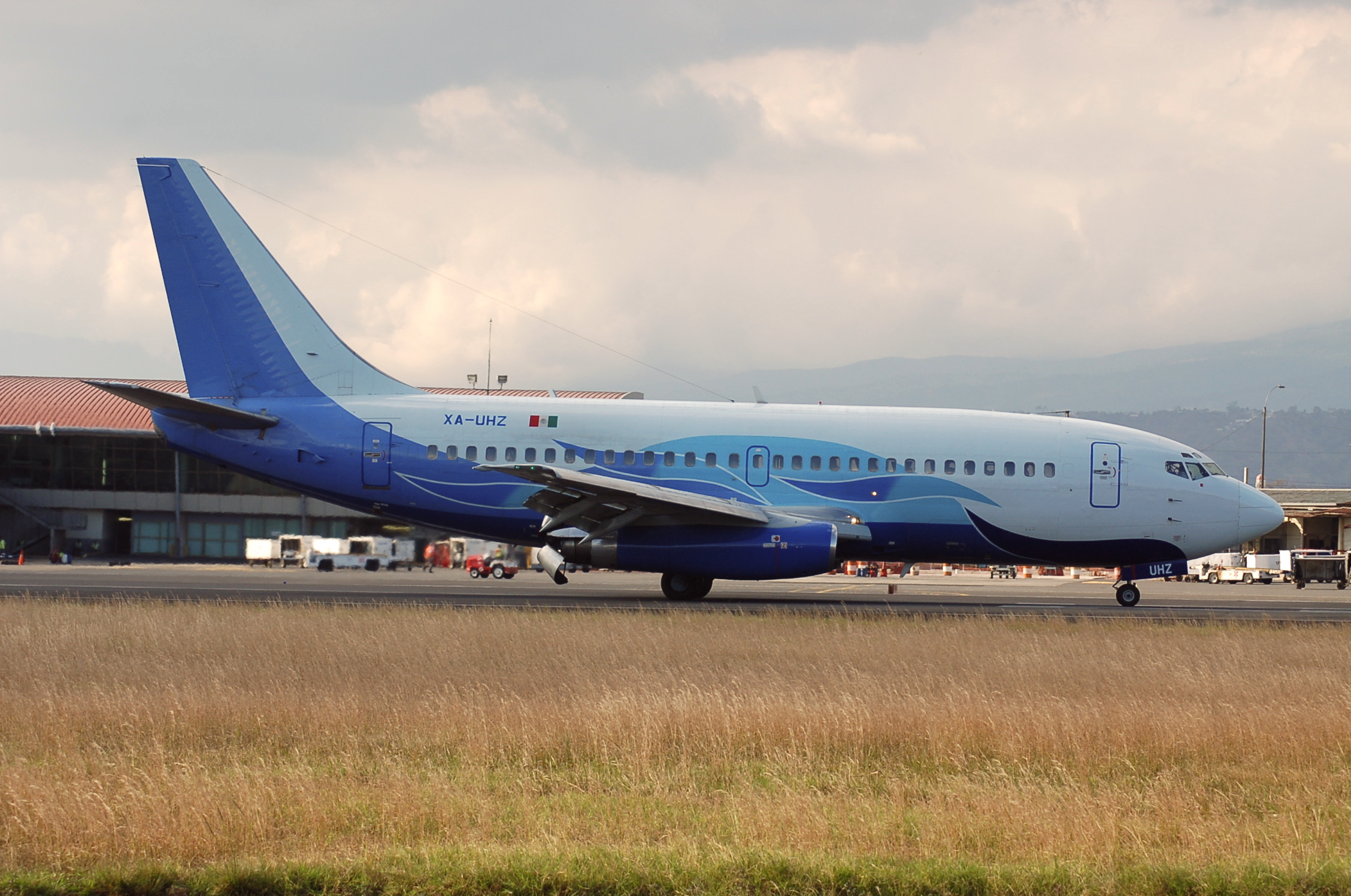
پرواز شماره ۹۷۲ هواپیمایی کوبا موجب سقوط و مرگ سرنشین‌ها شد.

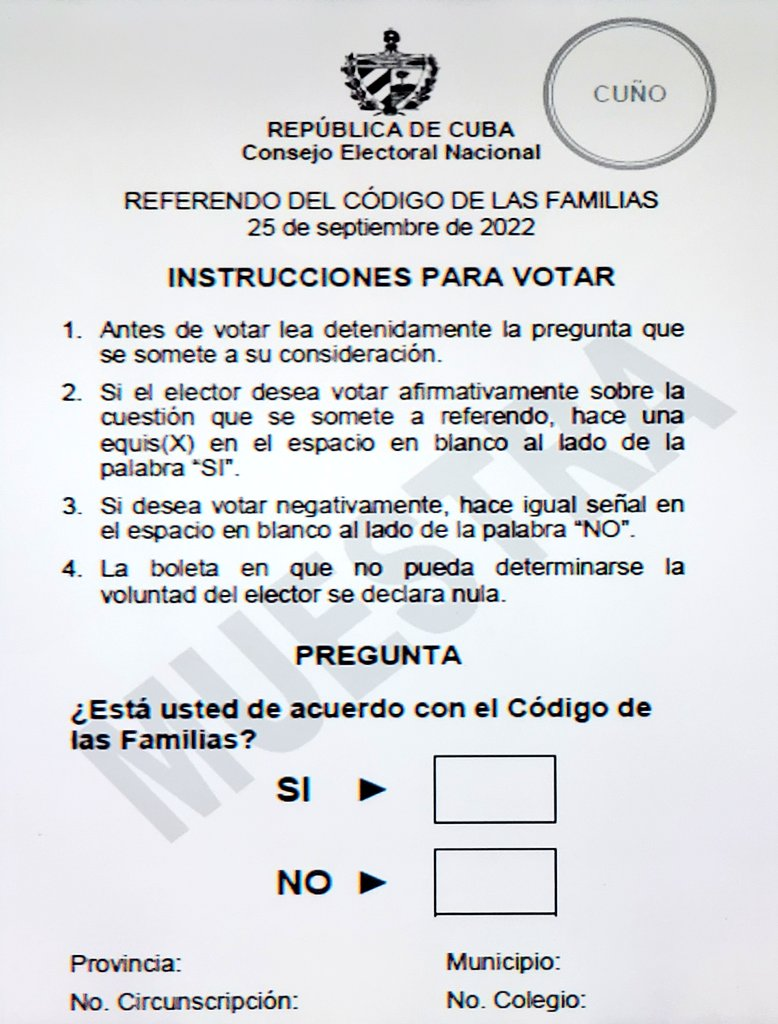
همه‌پرسی قانون خانواده کوبا ۲۰۲۲

- طبق سرشماری سال ۲۰۰۲، حدود ۱٫۲ میلیون از افراد کوبایی‌تبار (حدود ۱۰ درصد جمعیت کنونی کوبا) در آمریکا اقامت دارند.[۲۴][۲۵] بسیاری از این کوباییان برای رفتن به آمریکا راه دریا را پیش گرفتند و با استفاده از قایق‌های کوچک و زورق‌های کوچک مسیر بین این دو کشور را طی کردند. در ۶ آوریل ۱۹۸۰، حدود ۱۰ هزار کوبایی به سفارت پرو در هاوانا رفته و درخواست پناهندگی سیاسی کردند. طی چند روز بعد، دولت کوبا برای کوبایی‌هایی که از سفارت پرو درخواست پناهندگی کرده بودند مجوز مهاجرت صادر کرد. در ۱۶ آوریل، ۵۰۰ کوبایی سفارت پرو را به قصد کاستاریکا ترک کردند. در ۲۱ آوریل، بسیاری از این افراد شروع به سفر به میامی از طریق قایق‌های شخصی کردند که آمریکا از ورود آن‌ها جلوگیری کرد. اما مهاجرت‌ها ادامه یافت چرا که کاسترو اعلام کرد که هر کسی که تمایل به ترک کشور دارد آزاد است این کار را از طریق منطقهٔ پورت ماریل انجام دهد. بیش از ۱۲۵٬۰۰۰ کوبایی پیش از پایان این جریان در ۱۵ ژوئن، کوبا را به مقصد آمریکا ترک کردند.
- فروپاشی شوروی که در کوبا به عنوان دورهٔ ویژه شناخته می‌شود، فرصت بسیار خوبی فراهم آورد تا قوانین وضع شده توسط کاسترو به‌طور جدی آزمایش خود را پس بدهند. در این دوران کوبا دچار کمبود مواد غذایی شد.[۲۶][۲۷] با این وجود دولت کوبا، کمک‌های غذایی، دارویی و مالی آمریکا را تا سال ۱۹۹۳ نپذیرفت.[۲۶] در ۵ اوت ۱۹۹۴، دولت، گروهی معترض را که در یک اعتراض ناگهانی در هاوانا تجمع کرده بودند متفرق کرد.[۲۸]
- در سال‌های اخیر کوبا به یک منبع جدید حمایت‌کننده به نام جمهوری خلق چین دست یافته است و همچنین اتحادهای جدیدی را با هوگو چاوز، رئیس‌جمهور سابق ونزوئلا و همین‌طور اوو مورالس، رئیس‌جمهور بولیوی که هر دو از صادرکننده‌های نفت و گاز هستند ایجاد کرده است. در سال ۲۰۰۳، دولت شمار زیادی از فعالان مدنی را دستگیر و بازداشت کرد. این دوره به بهار سیاه معروف است.[۲۹][۳۰]
- در ۳۱ ژوئیه ۲۰۰۶، فیدل کاسترو وظایف اصلی‌اش را به برادرش، اولین نخست‌وزیر کوبا یعنی رائول کاسترو واگذار کرد. دلیل این واگذاری عمل جراحی فیدل کاسترو بود. در ۲۴ فوریه ۲۰۰۸ رائول کاسترو به عنوان رئیس‌جمهور جدید کوبا انتخاب شد.[۳۱] او در سخنرانی ابتدایی خود، قول داد که برخی محدودیت‌هایی اعمال شده بر زندگی کوبایی‌ها را از میان بردارد.[۳۲] در مارس ۲۰۰۹، رائول کاسترو برخی از مقامات دوران کاسترو را از میان برداشت.[۳۳]
- در ۱۴ اوت ۲۰۱۵، با سفر جان کری، وزیر امور خارجهٔ ایالات متحد، به هاوانا، در مراسمی رسمی و در حضور مقام‌های عالی‌رتبهٔ آمریکا و کوبا، پس از بیش از ۵۴ سال قطع روابط دیپلماتیک این دو کشور، سفارت آمریکا در کوبا بازگشایی شد.[۳۴]
- در مارس ۲۰۱۶، باراک اوباما اولین رئیس‌جمهور آمریکا بود که پس از گذشت ۸۸ سال ازین کشور دیدار می‌کرد.[۳۵]
- در ۱۸ آوریل ۲۰۱۸، میگل دایاز-کانل تنها نامزد ریاست جمهوری بود و به عنوان رئیس‌جمهور کوبا انتخاب و جانشین رائول کاسترو شد و یک روز بعد در ۱۹ آوریل به‌طور رسمی نوزدهمین رئیس‌جمهور کوبا شد.[۳۶][۳۷][۳۸][۳۹]
- در ژوئیه ۲۰۲۱، مردم کوبا به دلیل کمبود غذا و قطعی و نبود آب و برق و به‌طور کلی وضعیت نابسامان زندگی تظاهرات گسترده‌ای را شکل دادند که از بعد از فروپاشی شوروی تا به اکنون در این کشور سابقه نداشته است.[۴۰][۴۱][۴۲]
- دراکتبر۲۰۲۴ به دلیل نقص فنی نیروگاه‌های برق کل کشور به خاموشی رفت و بیش از ۱۰میلیون کوبایی بدون برق ماندند.
- سازمان بهداشت جهانی در سال ۲۰۱۳، امید زندگی در کوبا برای مردان ۷۷ و برای زنان ۸۰ ثبت کرد.[۴۳] (میانگین جهانی ۶۸ سال)
- میزان مرگ و میر کودکان در کوبا ۸٫۷ در هر ۱۰۰۰ نفر است.
- میزان مرگ و میر بزرگسالان در کوبا ۱۳۱٫۸۵ در هر ۱۰۰۰ نفر
- مجموع هزینه‌های بهداشت به ازای هر نفر در کوبا ۳۶۳ دلار است. (۲۰۰۶)
- نسبت مجموع هزینه‌های بهداشت به تولید ناخالص داخلی در کوبا ۷٫۱٪ است. (۲۰۰۶)
- احتمال مرگ کودک قبل از ۵ سالگی: ۶ در هر ۱۰۰۰ نفر (میانگین جهانی ۶۵ نفر در هر هزار نفر)
- میزان شیوع ایدز: ۱ نفر در هر هزار نفر (میانگین جهانی ۸ نفر در هر هزار نفر)
- درصدی از جمعیت که در مناطق شهری زندگی می‌کنند: ۷۶٪ (میانگین جهانی ۵۰٪)
- میزان شیوع سل: ۲ نفر در هر هزار نفر (میانگین جهانی ۱۷۰ نفر در هر هزار نفر)
- میزان افراد چاق در جمعیت مذکر ۸٪ و در مؤنث ۱۵٫۴٪ است.
- ۹۵٫۲٪ جمعیت کوبا به آب آشامیدنی سالم دسترسی دارند.
- ۹۴٪ جمعیت کوبا دارای دستگاه‌های بازیافت آب و استفادهٔ مجدد از آن هستند.

همچنین در کوبا مراقبت‌های بهداشتی به عنوان یک حقوق شهروندی در نظر گرفته می‌شود. مراقبت‌های بهداشتی همگانی برای تمام شهروندان مجانی است. کوبا دارای بالاترین نسبت دکتر به بیمار در سطح جهان و برابر با ۶/۷ در هر ۱۰۰۰ نفر است. در سال ۲۰۱۴، نرخ مرگ و میر نوزادان در کوبا، یکی از کم‌ترین نرخ‌ها در جهان و برابر با ۴/۲ در هر ۱۰۰۰ تولد زنده بود.
مراقبت‌های پزشکی در کوبا بر پیش‌گیری امراض تأکید دارد، تا این که تنها متکی به دارو باشد، یا دسترسی محدود به داروهایی داشته باشد که گاهی از طرف آمریکا در محاصره و تحریم است. مجله لانسیت در سال ۲۰۱۴ نوشت: «اگر دستاوردهای کوبا بتواند در سراسر طیف گسترده‌ای از کشورهای کم‌درآمد و متوسط رواج پیدا کند، سلامت جمعیت جهان دگرگون می‌شود.» کوبا پیشگام توسعه داروهایی جهت معالجه و پیشگیری سرطان ریه است، و از قطع عضو بدن، مرتبط با دیابت، پیش‌گیری نموده است.

## حقوق بشر
پناهندگی

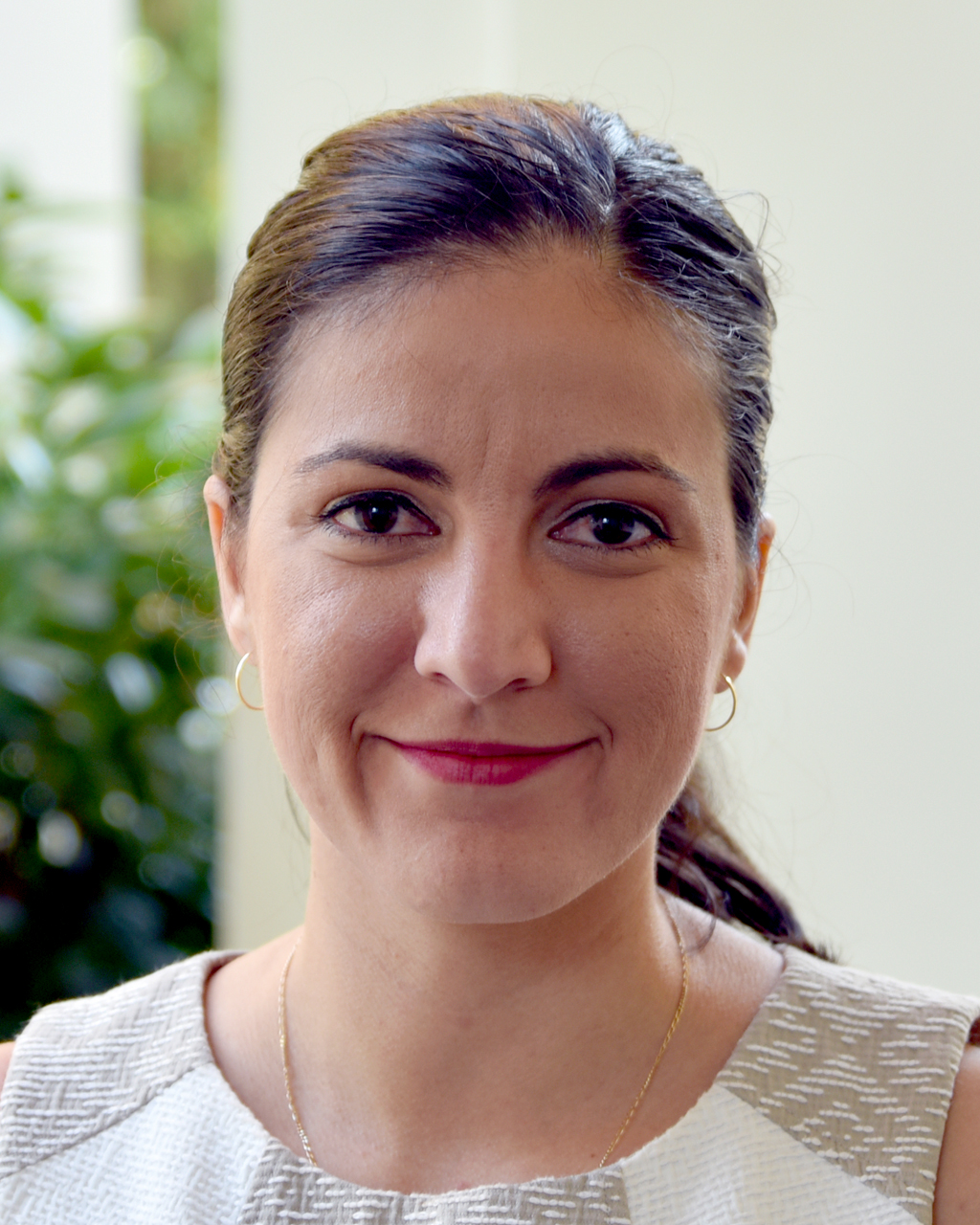
ماریا پایا آسوودو آزادیخواه و فعال حقوق بشر کوبائی

بر اساس گزارش دولت آمریکا ۱٬۲۰۰٬۰۰۰ نفر (حدود ۱۰٪ جمعیت کوبا) از سال‌های ۱۹۵۹ (زمان وقوع انقلاب کوبا) به دلیل تبلیغات شدید آمریکا و دیکتاتور اسبق کوبا یعنی فولخنسیو باتیستا، این کشور را ترک کردند. کوبا به دلیل منابع محدود جزو کشورهای سختگیر در مهاجرپذیری قرار دارد.
اعدام‌های سیاسی
تحقیق توسط مدرسه حقوق کرنل در ماه اکتبر سال ۲۰۱۵ نشان می‌دهد که در کوبا هیچ‌کسی محکوم به اعدام یا هیچ‌کس در انتظار اعدام نیست. دادگاه عالی کوبا، آخرین زندانی باقی‌مانده محکوم به اعدام، به حکم یک آمریکایی-کوبایی محکوم به قتل که در اجرای حمله تروریستی سال ۱۹۹۴ به این جزیره نقش داشت و آخرین زندانی باقی مانده محکوم به اعدام محسوب می‌شد، در ۲۸ دسامبر ۲۰۱۰ تخفیف داد؛ و از آن زمان تاکنون هیچ حکم اعدام شناخته شده و جدیدی صورت نگرفته است.

## انتخابات در کوبا

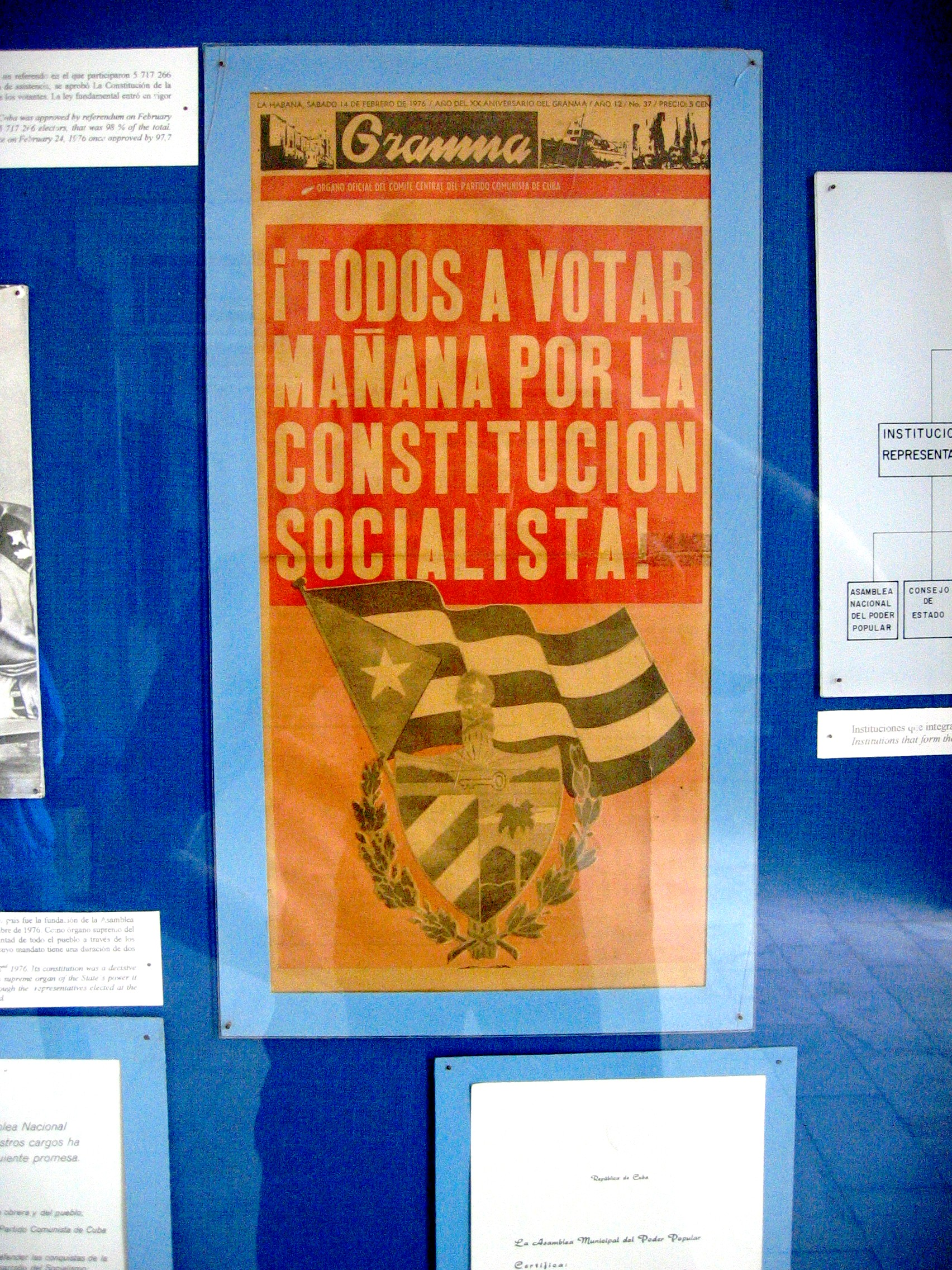
نمونه پوستر رأی‌گیری در کوبا

انتخابات مجمع ملی قدرت خلق (نهاد عالی قانون‌گذاری) هر پنج سال صورت می‌گیرد و انتخابات انجمن‌های شهر و شهرداری مناطق، هر دو سال و نیم برگزار می‌شود. پس از آن نمایندگان مجمع ملی قدرت خلق، شورای دولت و شورای کشور را انتخاب می‌کنند، که به نوبه خود شورای وزیران را منصوب می‌کند که رئیس‌جمهور را انتخاب می‌کند.
از سال ۲۰۱۸ میلادی (تاریخ انتخابات عمومی آینده در کوبا)، برای تمام موقعیت مقامات منتخب ارشد، از جمله رئیس‌جمهور، فقط دو دورهٔ پنج ساله حق تصدی آن پست را خواهد داشت. هر کسی می‌تواند نامزد و یک کاندید شود. لازم نیست شخص، عضو حزب کمونیست (سی پی) باشد. نمی‌توان هیچ پولی برای ترویج و تبلیغ نامزدهای انتخاباتی خرج کرد و هیچ حزب سیاسی (از جمله حزب کمونیست) اجازه ندارند در طول انتخابات، کمپین راه بیندازند. پرسنل نظامی در حوزه‌های رأی‌گیری انجام وظیفه نمی‌کنند؛ و دانش‌آموزان از صندوق‌های رأی حفاظت می‌کنند.

## حق تحصیل رایگان

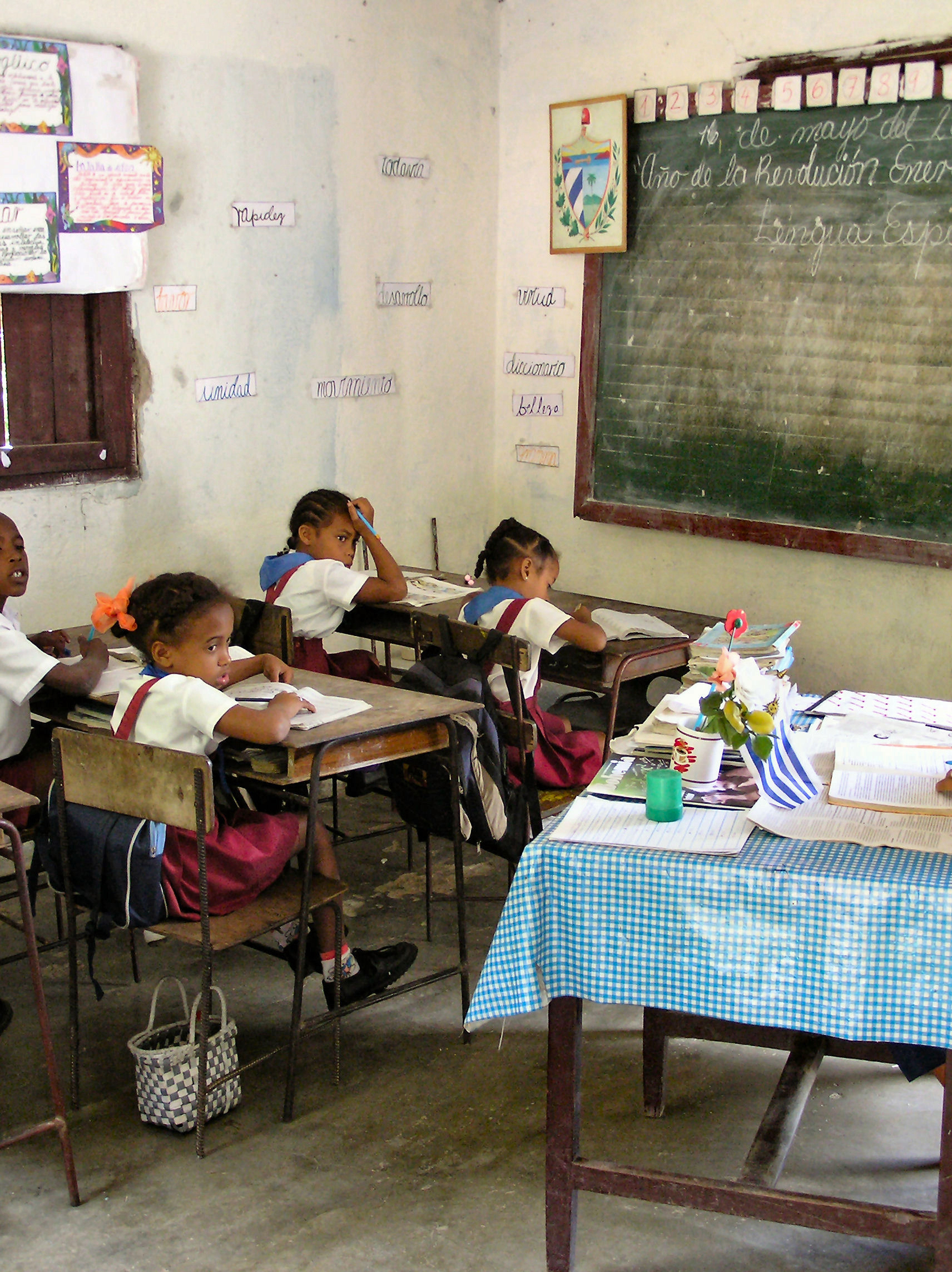
آموزش در کوبا

آموزش رایگان تا سطح تحصیلات عالی، یک حق همگانی است. در مقایسه با دیگر کشورها در جهان، کوبا بخش قابل توجهی از تولید ناخالص داخلی خود را صرف آموزش و پرورش شهروندان کوبایی می‌کند. «معلمان سیار» (معلم سرخانه) برای خانه کودکانی فراهم شده است که قادر به رفتن به مدرسه نیستند. بسیاری از مدارس مراقبت‌های مجانی را در صبح و پس از مدرسه برای والدین شاغلی فراهم ساخته که فامیل دیگری ندارند تا از کودکانشان پرستاری و مراقبت نماید. در کوبا ۲۲ دانشکده پزشکی وجود دارد، در حالی که تا سال ۱۹۵۹ و قبل از انقلاب کوبا، تنها ۳ دانشکده وجود داشت.

## حقوق کارگران
قانون کوبا حق داوطلبانه تشکیل اتحادیه‌های کارگری و پیوستن به آن‌ها را تضمین می‌کند. اتحادیه‌ها به‌طور قانونی مستقل و از نظر مالی خودمختارند، مستقل از حزب کمونیست و دولت هستند و توسط حق عضویت اعضای خود تأمین مالی می‌شوند. حقوق کارگران توسط اتحادیه‌ها از جمله با یک قرارداد کتبی، ۴۴–۴۰ ساعت کار در هفته و ۳۰ روز مرخصی سالیانه با حقوق در بخش دولتی حمایت شده است.
چنانچه اتحادیه فکر کنند که کار کردن خطرناک است، حق دارند که کار را متوقف کنند. آن‌ها حق دارند که در مدیریت کارخانه حضور یابند، اطلاعات مدیریت را در فضای اداره و مصالح، و زمان تسهیلات را برای نمایندگان دریافت کنند. توافق اتحادیه برای اخراج‌ها، تغییرات در سبک ساعات کاری، اضافه کاری، و گزارش ایمنی سالانه، ضروری است. اتحادیه‌ها هم چنین در کوبا دارای نقش سیاسی هستند و یک حق قانونی (قانون اساسی) دربارهٔ مشورت قانون استخدامی دارند. آن‌ها هم چنین دارای حق پیشنهاد قوانین جدید به مجلس شورای ملی هستند.

## اقتصاد

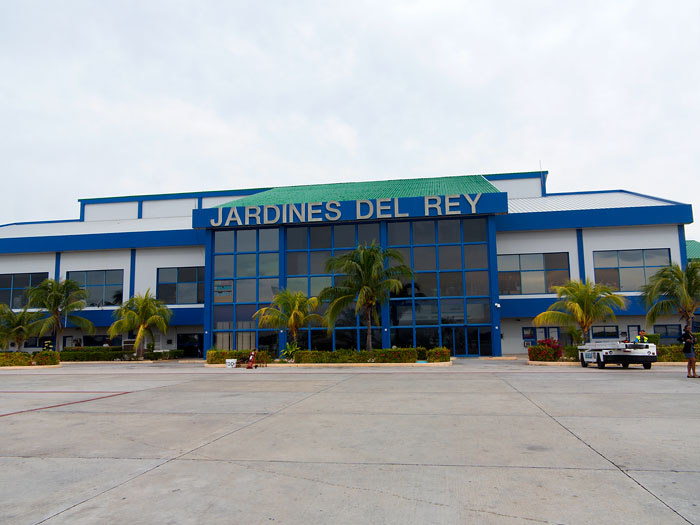
فرودگاه خاردینز دل ری

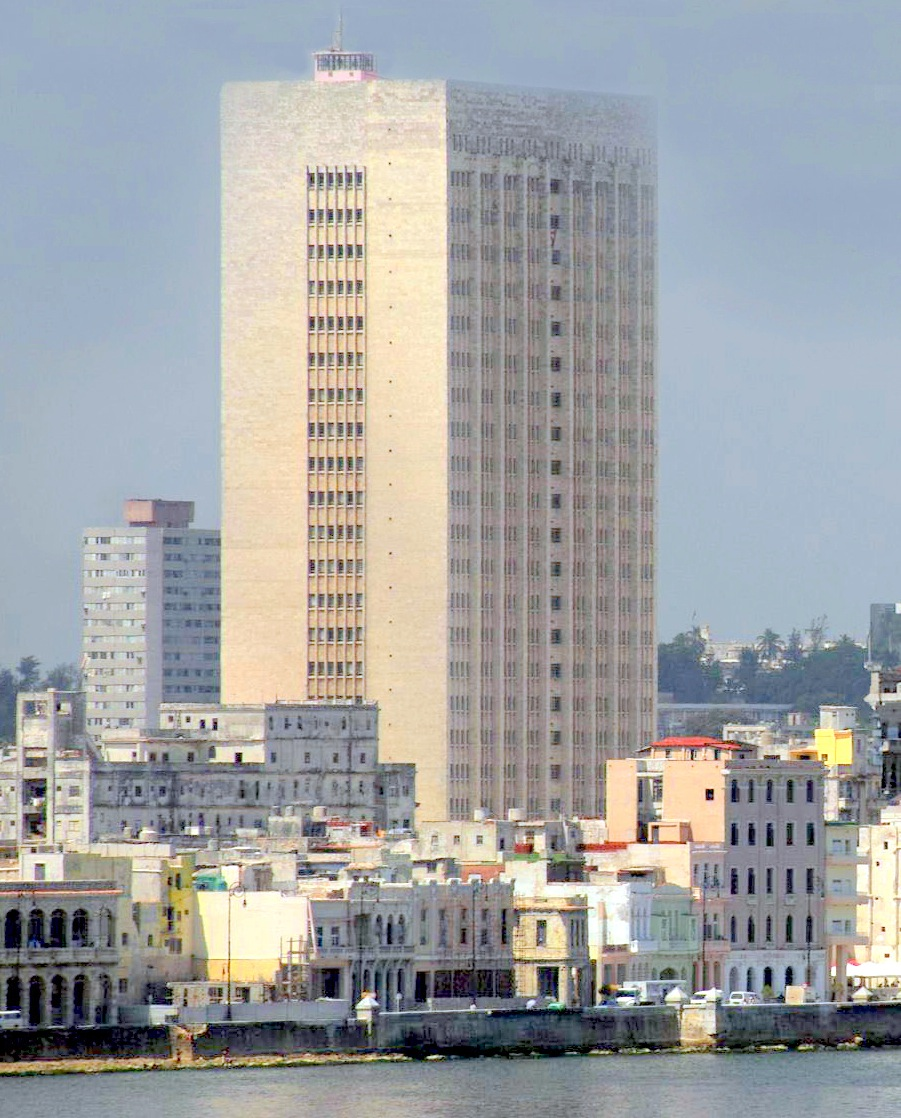
بیمارستان هرمانوس آمیجیراس

منابع طبیعی آن شامل معادن کبالت، نیکل، آهن، مس، کروم و سیلیکون است. با وجود دولت متمرکز، دولت کوبا درصدد است تا قوانین اقتصادی این کشور را سهل کند. با هدف بهبود کارکرد موسسات تجاری، کاستن کمبود جدی خوراک، بهبود کالاهای مصرفی و خدمات، اصلاحاتی در دهه ۱۹۹۰ میلادی انجام شد ولی با این حال از متوسط استاندارد زندگی نیز بخاطر تحریم‌های آمریکا از پیش از دهه ۱۹۹۰ میلادی و قطع کمک‌های شوروی پائین‌تر است. از اواخر سال ۲۰۰۰ کشور ونزوئلا قراردادی برای همکاری نفتی با این کشور به امضاء رساند و اکنون روزانه ۱۰۰٬۰۰۰ بشکه نفت به این کشور تحویل می‌دهد. کوبا بخشی از پرداخت خود را بابت نفت به صورت خدمات انجام می‌دهد. ۲۰٬۰۰۰ کوبایی متخصص پزشکی که در ونزوئلا کار می‌کنند جزو این برنامه هستند. افزایش قیمت فلزات در سال ۲۰۰۷ موجب بالا رفتن درآمدهای کوبا از تولید کبالت و نیکل شده است. هاوانا با هدف کاهش قطع برق که از سال ۲۰۰۴ موجب نارضایتی مردم را فراهم آورده، سرمایه‌گذاری در بخش انرژی را ادامه می‌دهد. تولید ناخالص داخلی این کشور ۵۱٫۱۱ میلیارد دلار است که ۴٫۶ درصد آن در بخش کشاورزی، ۲۶٫۱ درصد آن در بخش صنعت و ۶۹٫۳ درصد آن در بخش خدمات تولید می‌شود. ۴٬۸۵۳٬۰۰۰ نفر نیروی کار این کشور کار می‌کنند.
نرخ بیکاری در کوبا ۱٫۷ درصد و نرخ تورم ۱٫۵ درصد است.
محصولات صادراتی این کشور شامل شکر، نیکل، تنباکو، ماهی، محصولات پزشکی، مرکبات و قهوه است که به کشورهای هلند (۲۱٫۸ درصد)، کانادا (۲۱٫۶ درصد)، چین (۱۸٫۷ درصد) و اسپانیا (۵٫۹ درصد) صادر می‌شود.
محصولات وارداتی این کشور شامل نفت، مواد غذایی، ماشین‌آلات و تجهیزات و مواد شیمیایی است که از کشورهای ونزوئلا (۲۶٫۶ درصد)، چین (۱۵٫۶ درصد)، اسپانیا (۹٫۶ درصد)، آلمان (۶٫۴ درصد)، کانادا (۵٫۶ درصد)، ایتالیا (۴٫۴ درصد)، آمریکا (۴٫۳ درصد) و برزیل (۴٫۲ درصد) وارد می‌شود.
تولید شکر کوبا به شدت افت کرده است به‌طوری که سهم ۲۵ درصدی آن در تولیدات جهان در دهه هفتاد میلادی اکنون به کمتر از نیم درصد رسیده است.

## جغرافیا

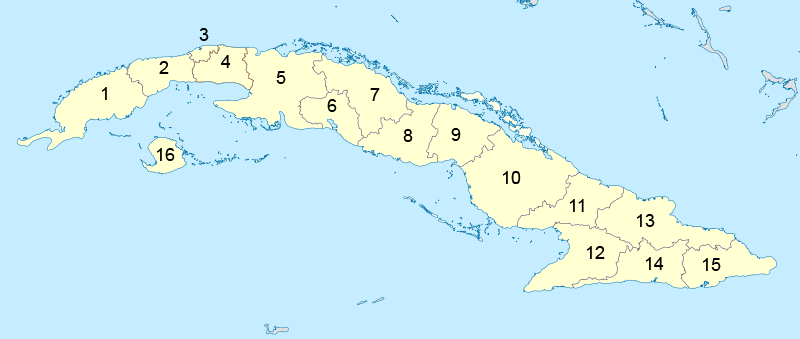
نقشهٔ استان‌های کوبا

کوبا جزیره‌ای است که در میان دریای کارائیب و اقیانوس اطلس شمالی قرار گرفته است و دارای مساحتی برابر ۱۱۰٬۸۶۱ کیلومتر مربع می‌باشد. مرز زمینی آن تنها با پایگاه دریایی ایالات متحده است که خلیج گوانتانامو نام دارد. اقلیم کوبا معتدل و بادهای بسامان در این کشور در جریانند. موقعیت جغرافیایی آن ۰۰ ۸۰ غربی و ۳۰ ۲۱ شمالی است.

## بناهای تاریخی

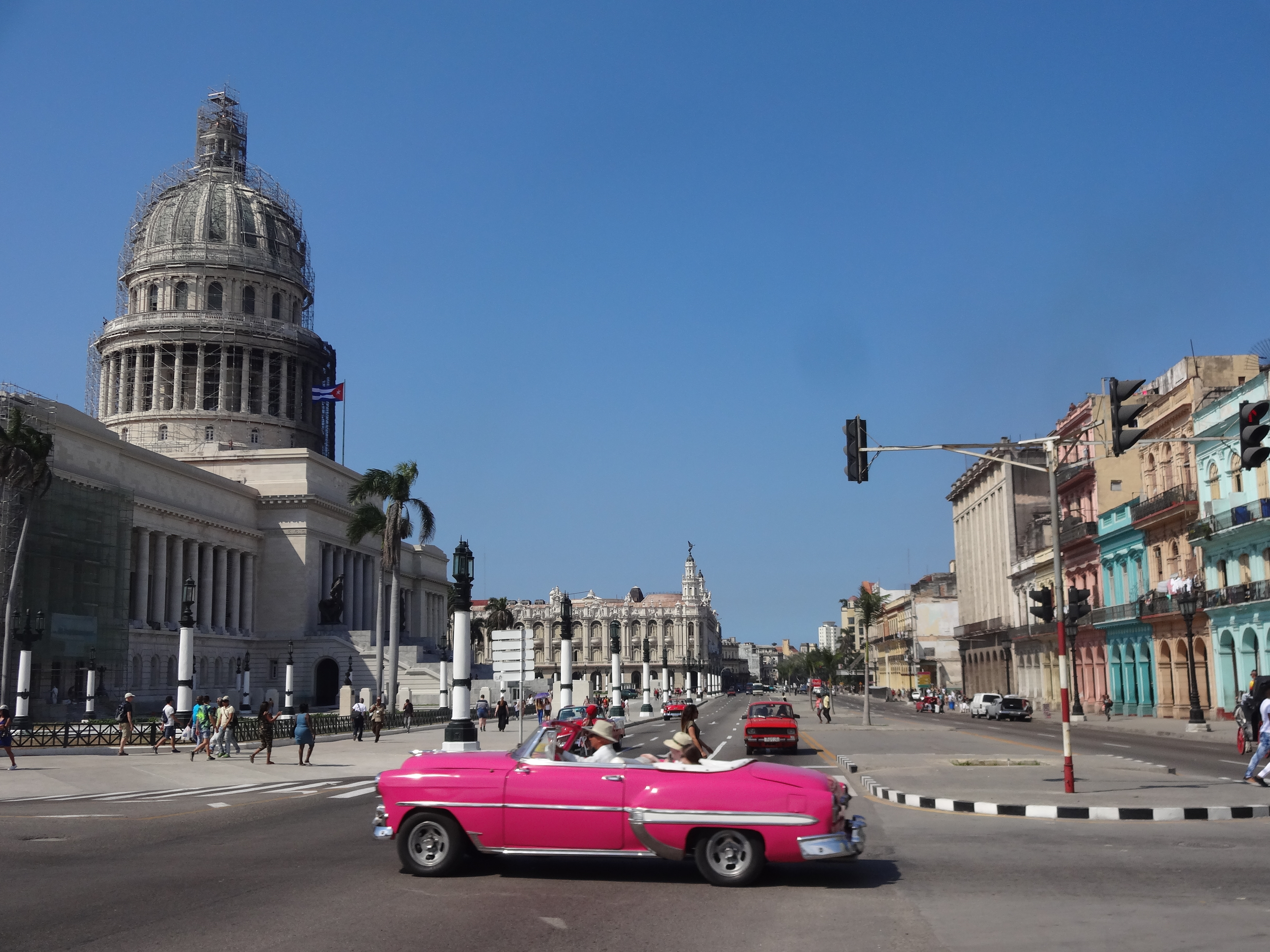
ساختمان ال کاپیتولیو در هاوانا

##### موزه انقلاب کوبا
تاریخچه: در سال ۱۹۰۹ میلادی، ژنرال فرمانده اوبرت (Governor General Aubert) تصمیم گرفت که مکانی بسازد تا دولت استانی در آن جای بگیرد؛ او می‌خواست که موقعیت این ساختمان جایی باشد که دیوارهای قدیمی شهر قرار داشته است. طراحی این بنا توسط معماران رودولفو ماروری کوبایی (Rodolfo Marurí) و پائول بلائو بلژیکی (Paul Belau) انجام شد و ساخت آن توسط شرکت قراردادی ژنرال امضا شد که بیش از ۱٫۵ میلیون پزو کوبا هزینه داشت. زمانی که سال ۱۹۱۷ رو به اتمام بود، بانو ماریانا سوا تحت تأثیر شکوه و جایگاه فوق‌العاده این ساختمان قرار گرفت و زیبایی آن را بسیار تحسین کرد. رئیس‌جمهور ماریو گارسیا منوکال، همسر این خانم از طریق کارهای قانونی، این ساختمان را که هنوز در دست ساخت بود از دولت استانی گرفت و در سال ۱۹۱۸ به کاخ ریاست جمهوری تبدیل کرد. در ژانویه ۱۹۲۰ تکمیل ساختمان به پایان رسید و این ساختمان به‌طور رسمی افتتاح شد. این ساختمان، بخش مهمی از تاریخ بعد از انقلاب کوباست که بعد از پیروزی انقلاب از ۱۹۵۹ تا ۱۹۶۵، جایگاه دولت و شورای وزیران و در ۱۹۶۵ کمیتهٔ مرکزی حزب کمونیست کوبا در کاخ ریاست جمهوری در اینجا تشکیل شد. در سال ۱۹۷۴، این بنا کاربری خود را به موزه‌ای تغییر داد که به انقلاب کوبا اختصاص یابد و در سال ۲۰۱۰ به عنوان یک بنای ملی به ثبت رسید. معماری موزه انقلاب کوبا: وجود غنی این ساختمان با محیط اطرافش کاملاً متفاوت است. یک مثال از این تفاوت، راه پله اصلی سنگ مرمر کارارا است که جلوه بسیار زیبایی دارد. دیوارهای خارجی ساختمان از سنگ ساخته شده و دیوارهای داخلی از بتن آرمه ساخته شده‌اند. جالب اینجاست که طاق کاشی کاری بسیار جالب آن، با سفال به پایان رسیده که اصلاً بخشی از طراحی اولیه آن نبوده و توسط‌ای والدراما و ام گونزالس طراحی شده است. نمای داخلی موزه انقلاب کوبا توسط تیفانی استودیو طراحی شده که بسیار چشمگیر و زیبا است. خود ساختمان موزه از لحاظ تاریخی سیر نزولی دارد، از بالاترین طبقه به پایین می‌توانید اتفاقاتی که قبل از انقلاب کوبا، در طول انقلاب و پس از آن اتفاق افتاده‌اند را مشاهده کنید. در برخی از طبقات داستان‌هایی به زبان انگلیسی و اسپانیایی روایت می‌شود که دانستن آن‌ها برایتان بسیار جالب است.

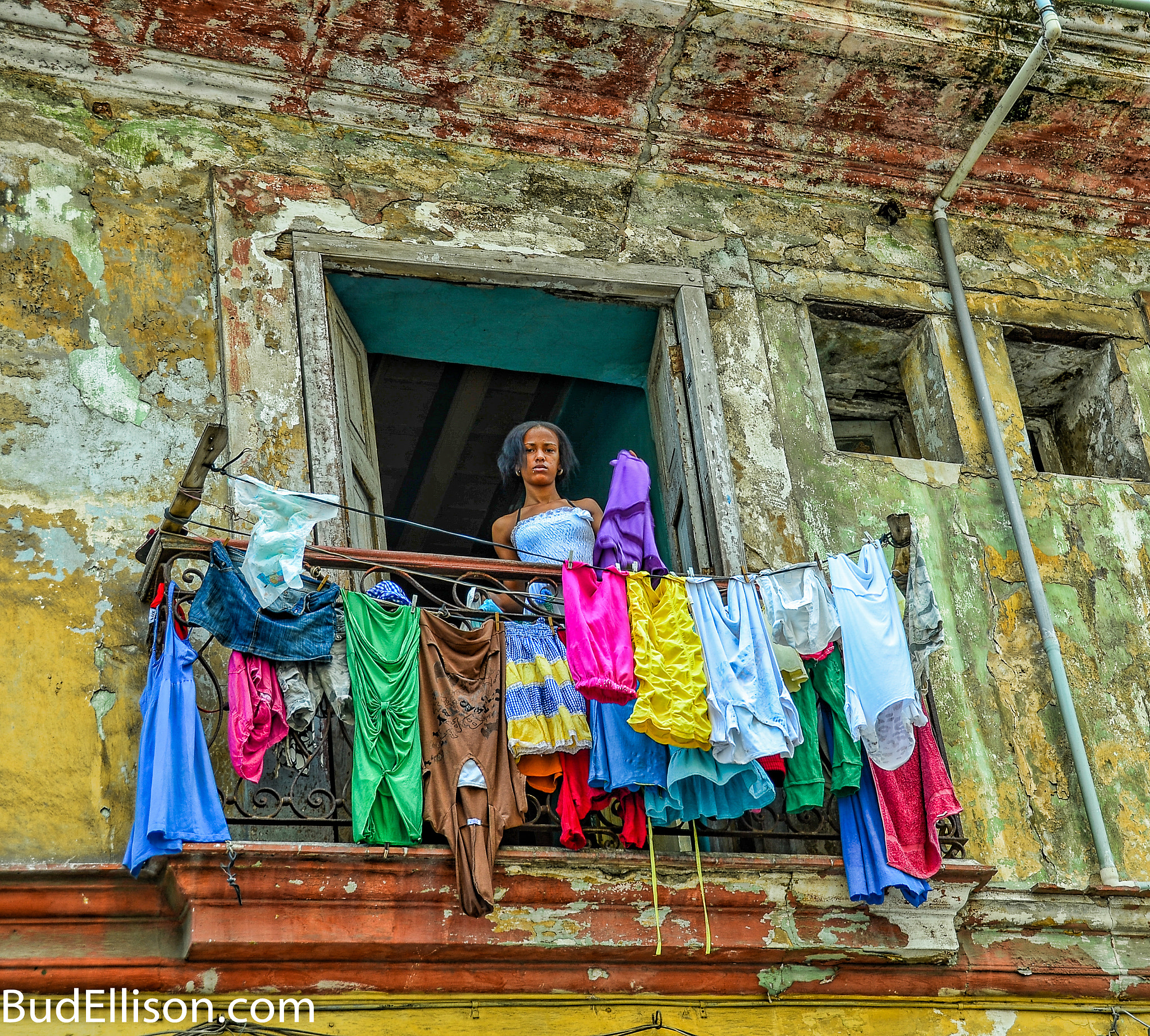
فرسودگی خانه‌های قدیمی و رعایت نکردن بهداشت میان کوبایی‌ها

## فرهنگ

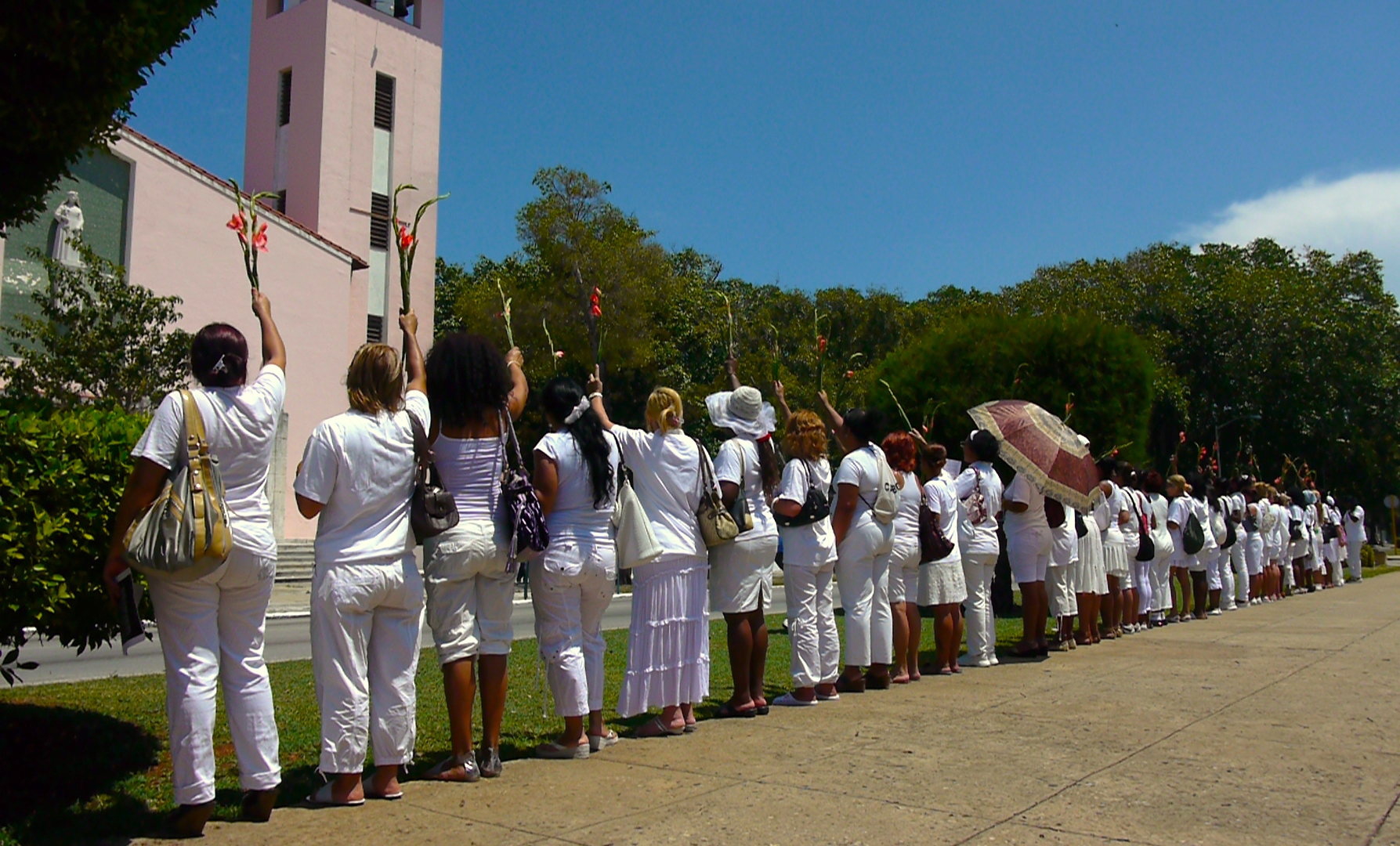
جنبش زنان سفیدپوش در هاوانا